# عاصفة ملبورن الرعدية 2003

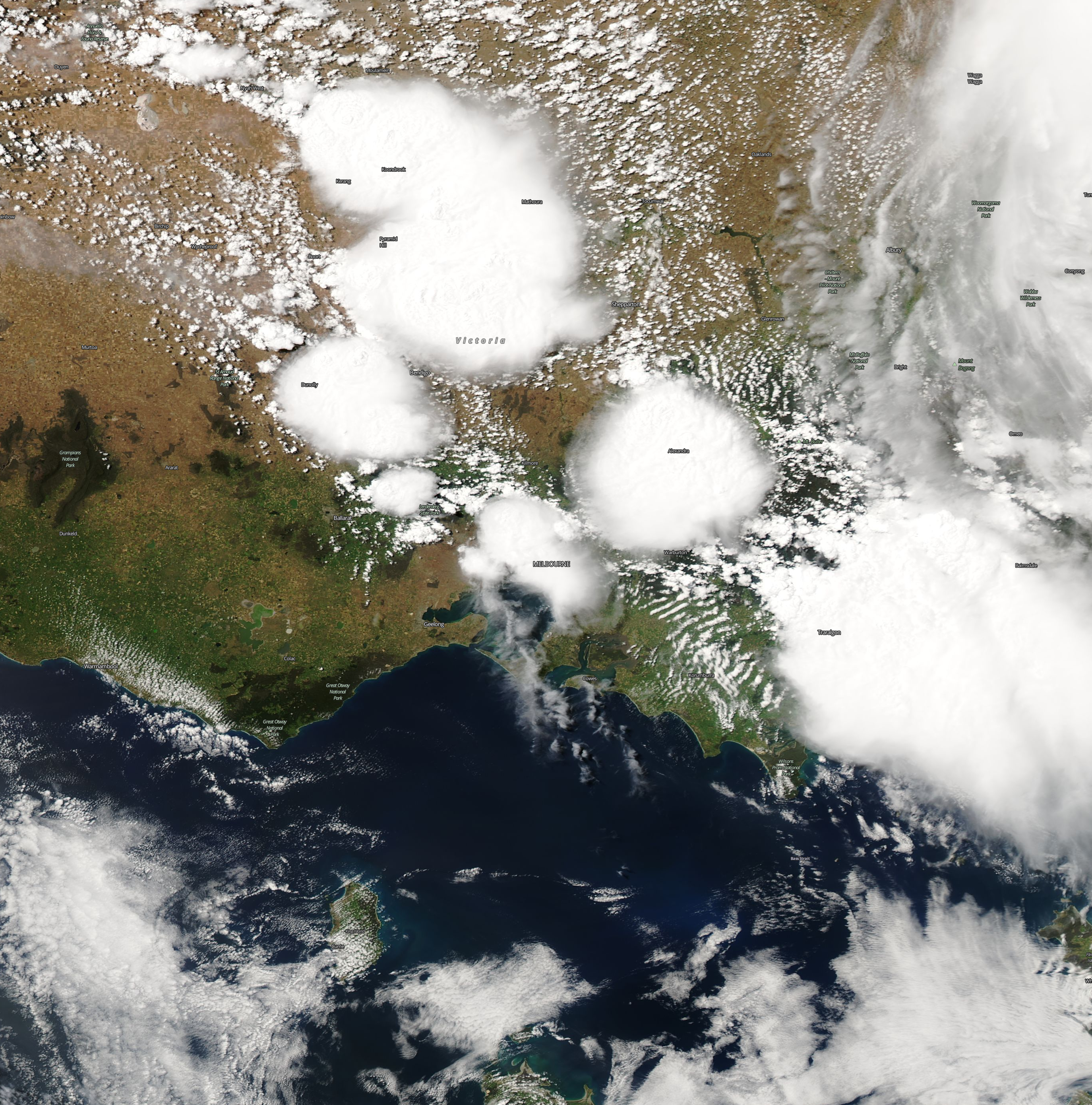

عاصفة ملبورن الرعدية 2003 كان حدثًا مناخيًا شديدًا وقع فوق مدينة ملبورن أستراليا والمناطق المحيطة بفيكتوريا في الفترة من 1 إلى 6 ديسمبر 2003. أطلق مكتب الأرصاد الجوية الأسترالي على العاصفة «حدثًا واحدًا في 100 عام».
وفقًا لمكتب الأرصاد الجوية تشكلت العاصفة في منتصف الليل تقريبًا في ليلة 2 ديسمبر فوق كاريغيبورن، ثم نما حجمها حيث تحركت في اتجاه جنوبي شرقي (أصدر المكتب تحذيرًا من عاصفة رعدية شديدة بناءً على ملاحظاتهم في الساعة 11.38 مساءً). شهدت الساعتان من منتصف الليل حتى الثانية صباحًا هطول أمطار غزيرة للغاية، حيث سجلت بعض المناطق أكثر من 100 ملم من الأمطار في ذلك الوقت. تسبب هطول الأمطار السريع في فيضانات مفاجئة، مما أدى إلى أضرار جسيمة في الممتلكات.
حوصر عدد من سائقي السيارات على أسطح سياراتهم حيث تراكمت مياه الفيضانات على ارتفاع الصدر تحت جسر بوللين رود على الطريق السريع الشرقي. تم إنقاذهم من قبل فرقة مطافئ متروبوليتان في ملبورن باستخدام زورقين تابعين لوحدة الاستجابة البحرية. تسببت عواصف البَرَد الشديدة في إلحاق أضرار بآلاف الدولارات بالسيارات في ضاحية ليليديل. أعلنت شركة السكك الحديدية كونيكس ملبورن أن الفيضانات وأضرار الكهرباء في محطات سكة حديد بلاكبيرن وساري هيلز وبورونيا ستؤدي إلى تأخير النقل في اليوم التالي. اعتقلت شرطة فيكتوريا شخصين على صلة بحوادث نهب في فيرفيلد وقعت في ذروة العواصف.